# Shanghai (volleybollklubb)
Shanghai är en volleybollklubb från Shanghai, Kina. Både herr- och damlaget har varit framgångsrikt.
Herrlaget har blivit kinesiska mästare sexton gånger (1999/2000, 2003/2004-2011/2012 och 2014/2015-2019/2020). Internationellt har de som bäst blivit tvåa i Asian Men's Club Volleyball Championship.
Damlaget var kring millennieskiftet mycket framgångsrikt. De vann det kinesiska mästerskapet de fem första gångerna det genomfördes (1996-2001) och vann Asian Women's Club Volleyball Championship både 2000 och 2001. Därefter tappade klubben i konkurrensen och var tidvis nära att åka ur högstaserien. Efter några tuffa år har klubben sedan 2007/2008 med några få undantag tillhört top tre i serien, dock utan att vinna något nytt mästerskap. Från säsongen 2013-2014 har flera framgångsrika utländska spelare, som t.ex. Jordan Larson, spelat för klubben.
Beroende på sponsor har klubben använt olika namn. Damlaget är (2022) sponsrat av Bright Food och kallas därför Shanghai Bright Ubest, medan herrlaget kallas Shanghai Golden Age.